# Werner Scholz
Werner Scholz (vlastním jménem Werner Ferdinand Ehrenfried Schulz; 23. říjen 1898, Berlín, Německo – 5. září 1982, Alpbach) byl německý expresionistický malíř.
Byl synem architekta Ehrenfrieda Scholze (žáka Waltera Gropia) a pianistky Elisabeth, rozené Gollnerová. Werner Scholz započal roku 1916 studium malířství na Vysoké škole výtvarných umění v Berlíně. Do první světové války narukoval jako dobrovolník. 23. října 1917 (na své 19. narozeniny) byl u francouzského Chemin des Dames těžce zraněn granátem a v důsledku zranění přišel o levé předloktí.
V letech 1919 a 1920 pokračoval ve svém studiu malířství na berlínské Univerzitě umění. V roce 1920 si v Berlíně založil studio. V roce 1937 byla jeho díla spolu s mnoha dalšími vystavena na výstavě Entartete Kunst v Mnichově.